# 김범부
김범부(金凡父, 1897년 1월 6일~1966년 12월 10일)는 대한민국의 동양 철학자, 한학자이다. 본관은 선산이며, 본명은 김정설(金鼎卨)이다. 소설가, 시인 김동리의 형이다. 저서로는 《화랑외사(花郞外史)》가 있다.
경상남도 동래에서 아버지 김임수(金任守)와 어머니 허임순(許任順)의 장남으로 태어났다. 어린 시절 한학을 배웠으며, 1915년 백산상회의 장학생으로 일본 도요대학에 유학하여 동양철학을 공부했다. 귀국 후 불교 철학을 연구하다가 1941년 다솔사에서 소위 '해인사 사건'으로 검거되어 옥고를 치렀다. 광복 이후에는 부산일오구락부 조직에 참여했다.
1946년에서 1949년까지 대한민국 육군에 장교 복무하여 육군본부 정훈국 정훈과 과장 재직하던 중 1949년 육군 중령 예편하였다. 이후 무소속으로 제2대 국회의원을 거쳐 1955년 계림학숙의 초대 교장을 지냈고, 1958년에는 건국대학교에 동방사상연구소를 설립하여 3년간 동양철학을 강의했다. 1966년 12월 10일 위암으로 서울적십자병원에서 별세했다.

## 주요 이력
- 무소속 국회의원(제2대)
- 서울신문사 고문비서관(1955년)
- 동국대학교 교수(1956년)
- 한국독립당 문화예술행정특보위원(1957년)
- 5월동지회 부회장

## 학력
- 일본 도요 대학교 동양철학과 학사
- 일본 도쿄 외국어학교 영어학과 전문학사
- 일본 도쿄 제국대학교 독어독문학과 학사
- 일본 교토 제국대학교 대학원 철학과 철학석사

## 역대 선거 결과
| 실시년도 | 선거   | 대수 | 직책     | 선거구      | 정당   | 득표수  | 득표율          | 순위 | 당락 | 비고 |
| -------- | ------ | ---- | -------- | ----------- | ------ | ------- | --------------- | ---- | ---- | ---- |
| 1950년   | 총선   | 2대  | 국회의원 | 경남 동래군 | 무소속 | 7,281표 | \| \| 26.58% \| | 1위  |      | 초선 |
|          | 26.58% |      |          |             |        |         |                 |      |      |      |

## 참고 자료
- 김범부 - 대한민국헌정회